# Stanislas Cihoschi
Stanislas Cihoschi (n. 25 iulie 1868, Tecuci - d. 27 martie 1927) a fost un politician și profesor universitar român. A fost rector al Academiei de Înalte Studii Comerciale și Industriale din București.

## Distincții și omagii
Pentru activitatea sa parlamentară, în 1913, a fost răsplătit cu Ordinul Coroana României în grad de Comandor.
Una dintre clădirile și strada pe care se află clădirea Academiei de Studii Economice îi poartă numele. (Cladirea Stanislas Cihoschi Stanislav Cihoschi nr. 5, Sector 1, București)

## Lucrări importante
- Românii și evreii din România la New York,

Iași, 1907
- Statistică generală (Metodologia statistică),

București, 1910
- Curs de statistică generală, București, 1922
- Curs de Statistică, f.a.